# Плантич, Лука
Лука Плантич (хорв. Luka Plantić; род. 29 октября 1996, Загреб, Хорватия) — хорватский профессиональный боксёр, выступающий в средней, во второй средней и в полутяжёлой весовых категориях. Участник Олимпийских игр 2020 года, бронзовый призёр чемпионата Европы (2022), бронзовый призёр Юношеских Олимпийских игр (2014), серебряный призёр чемпионата мира среди молодежи (2014), многократный победитель и призёр международных и национальных турниров в любителях.
Среди профессионалов действующий чемпион по версии WBC International Silver (2022—н. в.) во 2-м среднем весе.
Лучшая позиция по рейтингу BoxRec — 33-я (октябрь 2023) и является 1-м среди хорватских боксёров супер-средней весовой категории, а по рейтингам основных международных боксёрских организаций занимает: 19-ю строчку рейтинга WBC, — входя в ТОП-35 лучших боксёров супер-среднего веса всего мира.

## Биография
Родился 29 октября 1996 года в Загребе, Хорватия.

## Любительская карьера
В апреле 2014 года стал серебряным призёром в весе до 75 кг на 4-м чемпионате мира среди молодежи в Софии (Болгария), в финале по очкам (0:3) проиграв россиянину Дмитрию Нестерову.
И в августе 2014 года стал бронзовым призёром в весе до 75 кг на 2-х Юношеских Олимпийских играх в Нанкине (Китай), в полуфинале по очкам (0:3) опять проиграв россиянину Дмитрию Нестерову, а затем в борьбе за бронзу по очкам (3:0) победив узбека Козимбека Мардонова.

### 2021 год

#### Олимпийские игры 2020 года
В начале июня 2021 года в Париже (Франция) участвуя на Европейском Олимпийском квалификационном турнире, в 1/16 финала соревнований по очкам (3:2) победил чеченца выступающего за Австрию Умар Джамбекова, затем в 1/8 финала соревнований досрочно техническим нокаутом в 1-м раунде победил опытного армянина Гора Нерсесяна, в четвертьфинале по очкам со счётом 5:0 победил ирландца Эммета Бреннана, но в полуфинале по очкам (2:3) проиграл англичанину Бенджамину Уиттекеру, и в итоге всё же прошёл квалификацию и получил лицензию на Олимпийские игры 2020 года.
И в июле 2021 года участвовал в Олимпийских играх в Токио, в категории до 81 кг, где он в 1/16 финала соревнований по очкам (счёт: 3:2) победил иорданца Одаи Аль-Хиндави, но в 1/8 финала по очкам (счёт: 1:4) уступил мексиканцу Рохелио Ромеро.
В конце октября 2021 года в Белграде (Сербия) участвовал на чемпионате мира, в полутяжёлой весовой категории (до 80 кг), но в 1/16 финала соревнований — в конкурентном бою по очкам (счёт: 2:3) он проиграл белорусу Алексею Алфёрову, — который в итоге стал серебряным призёром чемпионата мира 2021 года.

### 2022 год
В мае 2022 года в Ереване (Армения) стал бронзовым призёром чемпионата Европы, в категории до 80 кг, где он в четвертьфинале по очкам единогласным решением судей (счёт: 5:0) победил армянина Амбарцума Акопяна, но в полуфинале по очкам решением большинства судей (счёт: 1:4) проиграл опытному россиянину выступающему за Сербию Артёму Агееву, — который в итоге стал чемпионом Европы 2022 года.

## Профессиональная карьера
17 марта 2018 года состоялся его дебют на профессиональном ринге в Раштатте (Германия), в полутяжёлом весе, когда он досрочно нокаутом в 5-м раунде победил немца Мориса Марковича (2-5-2).

## Статистика профессиональных боёв
В таблице перечислены результаты всех поединков боксёров.
В каждой строке указан результат поединка. Дополнительно номер поединка обозначен цветом, который обозначает итог поединка. Расшифровка обозначений и цветов представлена в нижеследующей таблице.
| Пример | Расшифровка                     |
| ------ | ------------------------------- |
|        | Победа                          |
|        | Ничья                           |
|        | Поражение                       |
|        | Планируемый поединок            |
|        | Поединок признан несостоявшимся |
| КО     | Нокаут                          |
| ТКО    | Технический нокаут              |
| PTS    | Решение судей (по очкам)        |
| UD     | Единогласное решение судей      |
| MD     | Решение большинства судей       |
| SD     | Раздельное решение судей        |
| RTD    | Отказ от продолжения боя        |
| DQ     | Дисквалификация                 |
| NC     | Поединок признан несостоявшимся |

| 10 поединков, 10 побед (9 нокаутом). | 10 поединков, 10 побед (9 нокаутом). | 10 поединков, 10 побед (9 нокаутом). | 10 поединков, 10 побед (9 нокаутом). | 10 поединков, 10 побед (9 нокаутом).                                   | 10 поединков, 10 побед (9 нокаутом). | 10 поединков, 10 побед (9 нокаутом).                                                                                  |
| Бой                                  | Рекорд                               | Дата боя                             | Соперник                             | Место проведения боя                                                   | Результат                            | Дополнительно |
| ------------------------------------ | ------------------------------------ | ------------------------------------ | ------------------------------------ | ---------------------------------------------------------------------- | ------------------------------------ | --- |
| 11                                   |                                      | 8 ноября 2024                        | Мартин Эсекьель Буласио (14-7)       | Йорк-холл, Лондон, Великобритания                                      | (10)                                 | |
| 10                                   | 10-0                                 | 7 сентября 2024                      | Каталин Параскивяну (22-2)           | Showpalast, Мюнхен, Германия                                           | KO 3 (10), 2:13                      | Защитил титул чемпиона по версии WBC International (1-я защита Плантича) во 2-м среднем весе.                         |
| 9                                    | 9-0                                  | 22 июня 2024                         | Альмир Скрижель (20-10)              | Showpalast, Мюнхен, Германия                                           | TKO 1 (8), 2:00                      | |
| 8                                    | 8-0                                  | 6 апреля 2024                        | Джек Каллен (22-5-1)                 | Frankenstolz Arena, Ашаффенбург, Германия                              | TKO 5 (10), 2:35                     | Бой за титул чемпиона по версии WBC International 2-м среднем весе.                                                   |
| 7                                    | 7-0                                  | 7 октября 2023                       | Диего Рамирес (25-10-1)              | Sportska Dvorana Bilankusa, Солин, Хорватия                            | KO 4 (10), 1:10                      | Защитил титул чемпиона по версии WBC International Silver (2-я защита Плантича) во 2-м среднем весе.                  |
| 6                                    | 6-0                                  | 3 июня 2023                          | Юсуф Кангуэль (22-5-1)               | Universum Gym, Гамбург, Германия                                       | TKO 10 (10), 2:10                    | Защитил титул чемпиона по версии WBC International Silver (1-я защита Плантича) во 2-м среднем весе.                  |
| 5                                    | 5-0                                  | 4 февраля 2023                       | Томаш Безвода (14-20)                | Friedrich-Ebert-Halle, Людвигсхафен-ам-Райн, Рейнланд-Пфальц, Германия | TKO 6 (8), 2:49                      | |
| 4                                    | 4-0                                  | 17 декабря 2022                      | Хорен Гевор (35-10)                  | Sportska Dvorana Bilankusa, Солин, Хорватия                            | UD 10 (10)                           | Счёт: 100-90, 99-92, 97-93. Завоевал вакантный титул чемпиона по версии WBC International Silver во 2-м среднем весе. |
| 3                                    | 3-0                                  | 1 сентября 2022                      | Рино Либенберг (22-9-1)              | Gradina, Солин, Хорватия                                               | KO 4 (8), 0:50                       | |
| 2                                    | 2-0                                  | 19 февраля 2022                      | Геард Аетович (31-25-2)              | Universum Gym, Гамбург, Германия                                       | RTD 3 (8), 3:00                      | |
| 1                                    | 1-0                                  | 17 марта 2018                        | Морис Маркович (2-5-2)               | Altrheinhalle, Раштатт, Баден-Вюртемберг, Германия                     | KO 5 (6), 1:12                       | Дебют в профессиональном боксе.                                                                                       |
| Бой                                  | Рекорд                               | Дата боя                             | Соперник                             | Место проведения боя                                                   | Результат                            | Дополнительно |